# Mixels
Mixels é uma série curta de animação estadunidense-dinamarquesa.  A série foi produzido por LEGO Group e Cartoon Network Studios. Estreou nos Estados Unidos em 12 de fevereiro de 2014 no Cartoon Network, em Portugal em 15 de fevereiro de 2014 no Cartoon Network e no Brasil em 24 de fevereiro de 2014, também no Cartoon Network. A série é sobre os Mixels, pequenas criaturas que podem se misturar e combinar um com o outro em enredos criativos e imprevisíveis. Tal como as séries anteriores da Lego, Lego Ninjago: Masters of Spinjitzu e Lego Legends of Chima, foi usada a animação digital, em Mixels junto com o programa de computador Harmony usado pela Toon Boom e Atomic Cartoons.
Um aplicativo para telemóvel chamado Chamando Todos os Mixels foi lançado em 4 de março de 2014, no site da LEGO e outras propriedades do Cartoon Network.

## Enredo
Os Mixels vivem em várias tribos diferentes, cada tribo têm esquemas de cores diferente, que habitam uma terra de fantasia de aventura e maravilha. Eles podem se misturar (se combinando com dois Mixels), no modo máximo (em três Mixels) e no modo murp (quando uma mistura não dá certo) em todos os tipos de situações, utilizando os misteriosos cubits. Eles lutam contra os malvados Nixels, criaturas descoloridas, liderada pelo Rei Nixel.

## Franquia

### LEGO
LEGO Group possui os direitos sobre a franquia de brinquedos dos Mixels, e Cartoon Network possui os direitos da animação. Os Lego Mixels são figuras colecionáveis edificáveis lançadas em março de 2014. Cada personagem tem seu próprio conjunto, e nove foram lançados como parte da primeira série. Para cada tribo, um dos três conjuntos de conterá um Nixel. A segunda série foi lançada no final de maio, a terceira série foi lançada no final de setembro. A nova série foi lançada em fevereiro de 2015.

#### Primeira série
A primeira série foi lançada em março de 2014, e consiste nas tribos Infernitas, Cragsters, e Electroids.
| Tribo     | Referência | Nome           | Data de lançamento | Notas      |
| --------- | ---------- | -------------- | ------------------ | ---------- |
| Infernita | 41500      | Flain          | março de 2014      | 58 pedaços |
| Infernita | 41501      | Vulk e Nixel   | março de 2014      | 69 pedaços |
| Infernita | 41502      | Zorch          | março de 2014      | 45 pedaços |
| Cragster  | 41503      | Krader e Nixel | março de 2014      | 66 pedaços |
| Cragster  | 41504      | Seismo         | março de 2014      | 50 pedaços |
| Cragster  | 41505      | Shuff          | março de 2014      | 51 pedaços |
| Electroid | 41506      | Teslo e Nixel  | março de 2014      | 54 pedaços |
| Electroid | 41507      | Zaptor         | março de 2014      | 61 pedaços |
| Electroid | 41508      | Volectro       | março de 2014      | 70 pedaços |

#### Segunda série
A segunda série foi lançada em junho de 2014, e consiste nas tribos Frosticons, Fang Gang, e Flexers.
| Tribo     | Referência | Nome           | Data de lançamento | Notas      |
| --------- | ---------- | -------------- | ------------------ | ---------- |
| Frosticon | 41509      | Slumbo e Nixel | junho de 2014      | 61 pedaços |
| Frosticon | 41510      | Lunk           | junho de 2014      | 51 pedaços |
| Frosticon | 41511      | Flurr          | junho de 2014      | 46 pedaços |
| Fang Gang | 41512      | Chomly e Nixel | junho de 2014      | 68 pedaços |
| Fang Gang | 41513      | Gobba          | junho de 2014      | 57 pedaços |
| Fang Gang | 41514      | Jawg           | junho de 2014      | 61 pedaços |
| Flexer    | 41515      | Kraw           | junho de 2014      | 70 pedaços |
| Flexer    | 41516      | Tentro         | junho de 2014      | 69 pedaços |
| Flexer    | 41517      | Balk e Nixel   | junho de 2014      | 68 pedaços |

#### Terceira série
A terceira série foi lançada em setembro de 2014, e consiste nas tribos Glorp Corp, Spikels, e Mágistáticos.
| Tribo       | Referência | Nome            | Data de lançamento | Notas      |
| ----------- | ---------- | --------------- | ------------------ | ---------- |
| Glorp Corp  | 41518      | Glomp           | setembro de 2014   | 64 pedaços |
| Glorp Corp  | 41519      | Glurt e Nixel   | setembro de 2014   | 62 pedaços |
| Glorp Corp  | 41520      | Torts           | setembro de 2014   | 48 pedaços |
| Spikel      | 41521      | Footi           | setembro de 2014   | 72 pedaços |
| Spikel      | 41522      | Scorpi          | setembro de 2014   | 70 pedaços |
| Spikel      | 41523      | Hoogi e Nixel   | setembro de 2014   | 69 pedaços |
| Mágistático | 41524      | Mesmo           | setembro de 2014   | 64 pedaços |
| Magisático  | 41525      | Magnifo e Nixel | setembro de 2014   | 61 pedaços |
| Magistático | 41526      | Wizwuz          | setembro de 2014   | 70 pedaços |

#### Quarta série
A quarta série foi lançada em fevereiro de 2015, as duas novas tribos são chamadas de "Orbitrons"  e "Glowkies", juntamente com três novos Infernitas.
| Tribo     | Referência | Nome            | Data de lançamento | Notas      |
| --------- | ---------- | --------------- | ------------------ | ---------- |
| Orbitron  | 41527      | Rokit e Nixel   | fevereiro de 2015  | 66 pedaços |
| Orbitron  | 41528      | Niksput         | fevereiro de 2015  | 62 pedaços |
| Orbitron  | 41529      | Nurp-Naut       | fevereiro de 2015  | 52 pedaços |
| Infernita | 41530      | Meltus          | fevereiro de 2015  | 66 pedaços |
| Infernita | 41531      | Flamzer e Nixel | fevereiro de 2015  | 60 pedaços |
| Infernita | 41532      | Burnard         | fevereiro de 2015  | 58 pedaços |
| Glowkie   | 41533      | Globert         | fevereiro de 2015  | 45 pedaços |
| Glowkie   | 41534      | Vampos e Nixel  | fevereiro de 2015  | 59 pedaços |
| Glowkie   | 41535      | Boogly          | fevereiro de 2015  | 52 pedaços |

#### Quinta série
A quinta série foi lançada em setembro de 2015 juntamente com a série 6 , as duas novas tribos são chamadas de "Klinkers" e "Lixers", juntamente com três novos Frosticons.
| Tribo     | Referência | Nome             | Data de lançamento | Notas      |
| --------- | ---------- | ---------------- | ------------------ | ---------- |
| Klinker   | 41536      | Gox              | junho de 2015      | 62 pedaços |
| Klinker   | 41537      | Jinky            | junho de 2015      | 59 pedaços |
| Klinker   | 41538      | Kamzo e Nixel    | junho de 2015      | 58 pedaços |
| Frosticon | 41539      | Krog e Nixel     | junho de 2015      | 60 pedaços |
| Frosticon | 41540      | Chilbo           | junho de 2015      | 65 pedaços |
| Frosticon | 41541      | Snoof            | junho de 2015      | 52 pedaços |
| Lixer     | 41542      | Spugg            | junho de 2015      | 51 pedaços |
| Lixer     | 41543      | Turg             | junho de 2015      | 56 pedaços |
| Lixer     | 41544      | Tungster e Nixel | junho de 2015      | 60 pedaços |

#### Sexta série
A sexta série foi lançada em setembro de 2015 juntamente com a série 5. As duas novas tribos desta série são '' Weldos '' e '' Comilões '', juntamente com três novos
Glorp Corp.
| Tribo      | Referência | Nome             | Data de lançamento | Notas      |
| ---------- | ---------- | ---------------- | ------------------ | ---------- |
| Weldo      | 41545      | Kramm            | setembro de 2015   | 68 pedaços |
| Weldo      | 41546      | Forx e Rei Nixel | setembro de 2015   | 65 pedaços |
| Weldo      | 41547      | Wuzzo            | setembro de 2015   | 74 pedaços |
| Glorp Corp | 41548      | Dribbal          | setembro de 2015   | 52 pedaços |
| Glorp Corp | 41549      | Gurggle          | setembro de 2015   | 66 pedaços |
| Glorp Corp | 41550      | Slusho e Nixel   | setembro de 2015   | 53pedaços  |
| Comilão    | 41551      | Snax             | setembro de 2015   | 51 pedaços |
| Comilão    | 41552      | Berp e Nixel     | setembro de 2015   | 68 pedaços |
| Comilão    | 41553      | Vaka-Waka        | setembro de 2015   | 69 pedaços |

#### Sétima Série
A sétima série será lançada em fevereiro de 2016 com as noavs tribos MCPD, Medievals e Mixies.
| Tribo    | Referencia | Nome     | Data de lançamento | Notas      |
| -------- | ---------- | -------- | ------------------ | ---------- |
| MCPD     | 41554      | Kuffs    | fevereiro de 2016  | 63 pedaços |
| MCPD     | 41555      | Busto    | fevereiro de 2016  | 69 pedaços |
| MDPD     | 41556      | Tiketz   | fevereiro de 2016  | 62 pedaços |
| Medieval | 41557      | Camillot | fevereiro de 2016  | 64 pedaços |
| Medieval | 41558      | Mixadel  | fevereiro de 2016  | 63 pedaços |
| Medieval | 41559      | Paladum  | fevereiro de 2016  | 64 pedaços |
| Mixie    | 41560      | Jamzy    | fevereiro de 2016  | 70 pedaços |
| Mixie    | 41561      | Tapsy    | fevereiro de 2016  | 57 pedaços |
| Mixie    | 41562      | Trumpsy  | fevereiro de 2016  | 54 pedaços |

#### Oitava serie
Até agora a oitava série é desconhecida mas foi exibido que tem uma tribo Bombeira, Uma Tribo Pirata e uma Tribo Medica.
| Tribo   | Referencia | Nome    | Data de Lançamento | Notas |
| ------- | ---------- | ------- | ------------------ | ----- |
| MCFD    | 41563      | Splasho | 2016               |       |
| MCFD    | 41564      | Aquad   | 2016               |       |
| MCFD    | 41565      | Hydro   | 2016               |       |
| Pyrratz | 4166       | Sharx   | 2016               |       |
| Pyrratz | 4167       | Skulzy  | 2016               |       |
| Pyrratz | 4168       | Lewt    | 2016               |       |
| Medix   | 4169       | Surgeo  | 2016               |       |
| Medix   | 4170       | Skrubz  | 2016               |       |
| Medix   | 4171       | Tuth    | 2016               |       |

#### Nona serie
Nela participa os Trashoz, Nindjas e Newzers.

## Transmissão Internacional
- Estados Unidos: Cartoon Network e Boomerang

- Dinamarca: Cartoon Network

- Canadá: Cartoon Network

- Reino Unido: Cartoon Network

- Espanha: Boing

- América Latina: Boomerang e Cartoon Network

- Polónia: Cartoon Network

- Brasil: Cartoon Network e RecordTV

- Portugal: Cartoon Network

- Itália: Cartoon Network e Rai Gulp

- Inglaterra: Cartoon Network

- Mónaco: Cartoon Network

- França: Cartoon Network

- Roménia: Cartoon Network

- Coreia do Sul: Boomerang

- México: Canal 5

- Singapura: Cartoon Network

- Japão: Cartoon Network e TV Tokyo

- Chile: Cartoon Network

- Angola: Cartoon Network

- Áustria: Cartoon Network

- Austrália: Cartoon Network

## Premiações
Em 2014, Mixels ganharam o prémio "Pocket Money" na categoria Melhores Brinquedos na London Toy Fair.